# Панджшерський опір
Панджше́рський о́пір — військове патріотичне афганське об'єднання, створене в липні-серпні 2021 року під час наступу талібів. Складається із колишніх членів Північного альянсу та інших противників ультраісламістського руху Талібан.
Панджшерський опір очолюють Ахмад Масуд (син польового командира Ахмада Шаха Масуда, відомого успішною боротьбою спершу з радянськими військами, а потім з Талібаном) та Амрулла Салех (перший віцепрезидент Афганістану, який після втечі президента Афганістану Ашрафа Гані з країни згідно з афганською конституцією почав виконувати обов'язки президента Афганістану).
Опір діє на територіях провінції Панджшер, яка перебуває під контролем міжнародно визнаної Ісламської республіки Афганістан. Після падіння Кабула — це основний організований опір талібам в Афганістані.

## Історія
У 1990-х роках Панджшерська ущелина і навколишні території були базою операцій Північного альянсу. Цей регіон, населений переважно таджиками, що говорять мовою дарі та місце народження Ахмад Шаха Масуда, польового командира антиталібських формувань, і його сина та наступника Ахмада Масуда.

## Перебіг подій
13 липня 2021 року видання The Economic Times повідомило, що колишні лідери Північного альянсу планують згрупуватися для боротьби з талібами. 28 липня 2021 року газета The Washington Post повідомила, що залишки Північного альянсу мобілізуються під егідою опору. Повідомлялося, що після падіння Кабула велика кількість сил антиталібських сил, включно з першим віцепрезидентом Амруллою Салехом, попрямувала до Панджшерської долини, єдиного району Афганістану, не захопленого талібами, щоб створити там новий фронт опору.
17 серпня стало відомо про втечу афганців до цієї провінції. Колишні таджицькі солдати афганської армії також почали прибувати до Панджшерської долини на танках і бронетранспортерах. Також до регіону прибули гелікоптери Мі-17 та UH60A Black Hawk Повітряних сил Афганістану. Опір відбив район Чарикар провінції Парван, перерізавши критично важливу для сходу країни дорогу з Кабула до Мазарі-Шарифа.
23 серпня таліби записали звернення до Масуда з вимогою здатися протягом 4 годин, інакше йому погрожували штурмом.
30 серпня таліби почали наступ, намагаючись захопити 3-4 райони ущелини, але їхні атаки відбили.
Зранку 2 вересня почали вимагати від бійців опору здатися. За даними бойовиків Талібану, вони атакували сили опору, повідомивши про знищення 11 вогневих рубежів у районах Дербент-Гарані, Гульбахар і Шатал. 3 вересня на півночі ущелини почалися бої, сили опору повідомили, що вони оточили кілька сотень талібів і ведуть перемовини щодо їхнього роззброєння.
5 вересня таліби заявили про повний контроль над Панджшером, про це заявив представник Талібану Забіхулла Муджахід. При цьому, правдивість цих даних та опублікованих фото талібів перед резиденцією губернатора провінції підтверджено не було. Представник руху спротиву Алі Майсам заперечив ці заяви.
10 вересня представник опору заявив, що Талібан вигнав з Панджшеру тисячі людей й почав проводити там етнічні чистки.